# Marijo Šivolija

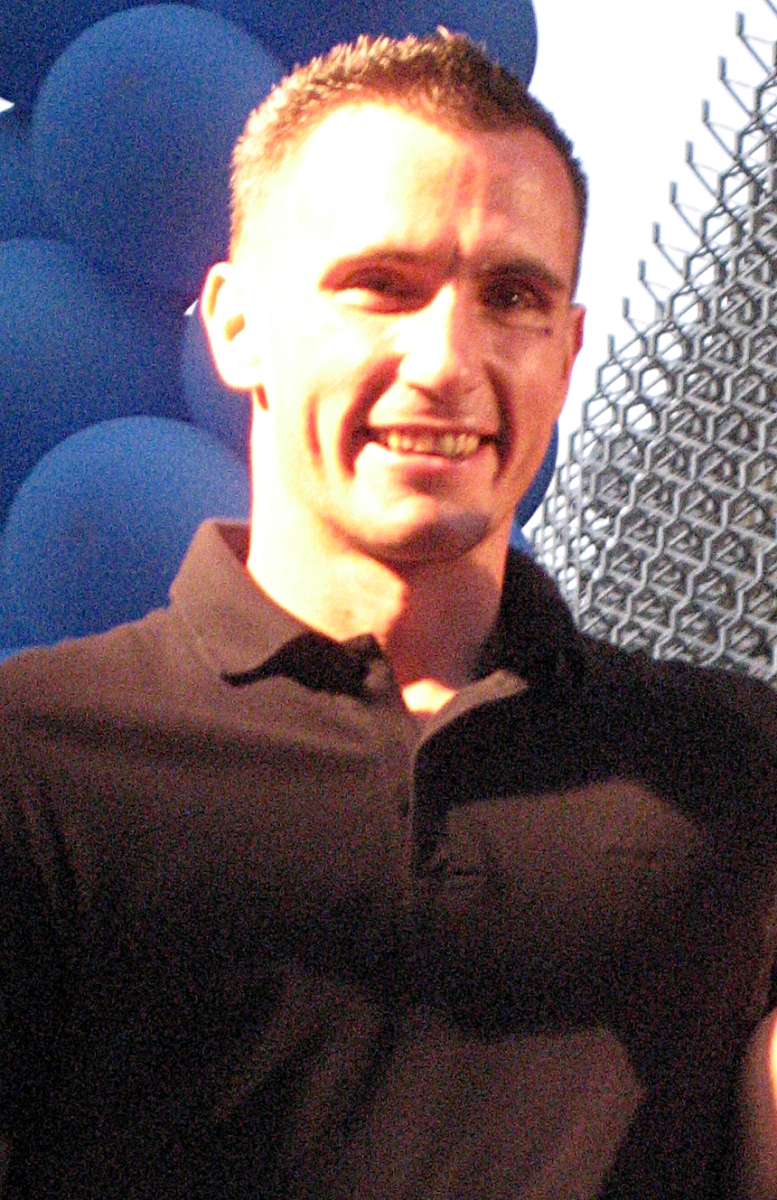
Marijo Šivolija (2008)

Marijo Šivolija-Jelica (* 29. Juni 1981 in Rijeka) ist ein ehemaliger kroatischer Amateurboxer im Halbschwergewicht, Vize-Europameister von 2004 und Vize-Weltmeister von 2005.

## Werdegang
Der 1,87 m große mehrfache kroatische Meister boxte für BK Rijeka und nahm bereits 1998 an den Junioren-Weltmeisterschaften in Buenos Aires teil, wo er jedoch in der Vorrunde des Mittelgewichts dem Russen und späteren Silbermedaillengewinner Wladimir Fedetow unterlag. Bei den Junioren-Europameisterschaften 1999 in Rijeka besiegte er den Rumänen Ionel Eseanu (6:2) und Nathan King aus Wales (8:5), ehe er im Halbfinale dem Russen und späteren Goldmedaillengewinner Alexander Alexejew unterlag und so eine Bronzemedaille im Halbschwergewicht gewann.
Bei den Europameisterschaften 2000 in Tampere, verlor er im Halbschwergewicht in der Vorrunde gegen den späteren Silbermedaillengewinner Claudiu Rasco aus Rumänien (2:10). Bei den Europameisterschaften im Februar 2004 in Pula, unterlag er erst im Finale Jewgeni Makarenko und gewann so die Silbermedaille im Halbschwergewicht. Bei den Olympischen Sommerspielen desselben Jahres in Athen, verlor er noch in der Vorrunde gegen Edgar Muñoz aus Venezuela (23:31).
2005 gewann er die Silbermedaille bei den EU-Meisterschaften in Cagliari und die Bronzemedaille bei den Mittelmeerspielen in Almería. Zudem startete er im November bei den Weltmeisterschaften in Mianyang, wo er die Silbermedaille im Halbschwergewicht erstritt. Er setzte sich dabei gegen den Weißrussen Andrej Miruk, Lei Yuping aus China, Daugirdas Šemiotas aus Litauen und Artak Malumjan aus Armenien durch, ehe er erst im Finale gegen den Kasachen Jerdos Dschanabergenow verlor.
Bei den EU-Meisterschaften 2006 in Pécs und den EU-Meisterschaften 2007 in Dublin, gewann er jeweils eine Bronzemedaille. Bei den Weltmeisterschaften 2007 in Chicago, gewann er in den Vorrunden gegen Javid Taghiev aus Aserbaidschan und Kenneth Egan aus Irland, unterlag jedoch im Viertelfinale dem Usbeken Abbos Atoyev.
Auch bei den EU-Meisterschaften 2008 in Cetniewo blieb er medaillenlos. Zuletzt startete er noch bei den Olympischen Sommerspielen 2008 in Peking, wo er jedoch in der zweiten Vorrunde gegen Dschahon Qurbonow unterlag.